# Limulidae
Limulidés · Limules modernes
« Limules » redirige ici. Pour l'ensemble des limules et notamment les genres fossiles basaux, voir Xiphosura.
Famille
Synonymes
- Xiphosuridae[1] [2]

Les Limulidés (Limulidae) sont la famille d'arthropodes chélicérés regroupant les limules modernes. Ce sont des arthropodes marins ressemblant à des crabes ayant une forme de fer à cheval (d'où le surnom de crabe fer à cheval).
Le conservatisme morphologique exceptionnel des Limulidae au cours des 485 derniers millions d'années (puisque les plus anciens datent de l'Ordovicien inférieur) leur a donné la réputation d'être des « fossiles vivants » ; cependant, les études biochimiques montrent qu'un grand nombre de caractères moléculaires distinguent les organismes actuels des espèces éteintes, même morphologiquement proches. La Limule est parfois appelée « crabe des Moluques » ou « crabe fer à cheval » ou encore « crabe au sang bleu », bien qu'il ne s'agisse pas de crustacés mais de chélicérés, comme les araignées et les scorpions. Les limules vivent principalement dans et autour d'eaux côtières peu profondes et sont souvent trouvées sur la zone intertidale. L'espèce la plus connue est Limulus polyphemus. Ils sont mangés dans certaines parties d'Asie et utilisés comme appât de pêche, comme engrais ou en médecine. Leur utilisation en médecine vient du lysat d'amebocyte de Limulus, qui est utilisé pour la détection et la quantification d'endotoxines bactériennes. Récemment, la population de limules est en déclin à cause de la destruction de leur habitat et la surpêche.

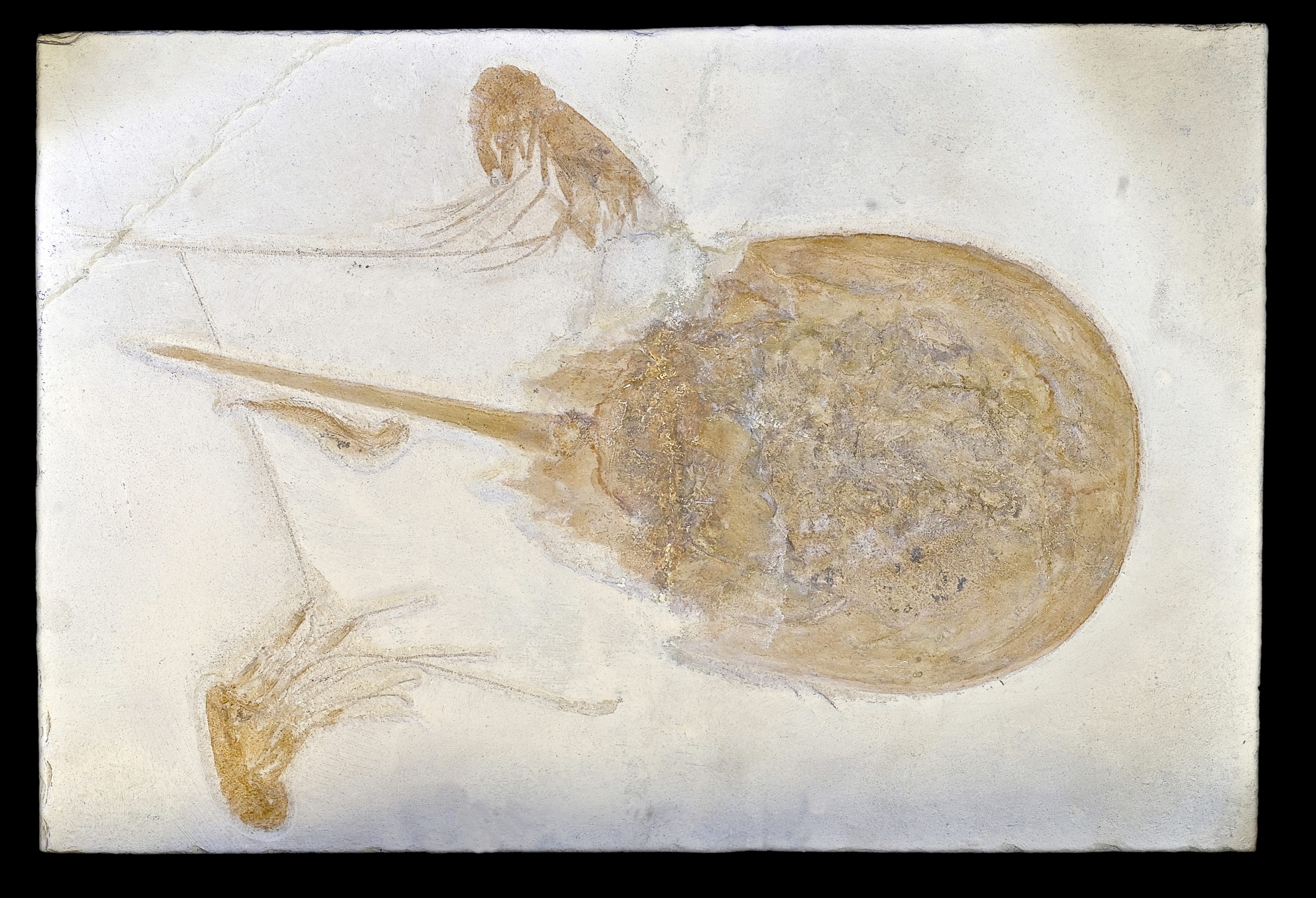
Limule fossile - An Nammoura Liban - Cénomanien.

## Genre
Suivant les dictionnaires, limule est un nom masculin ou féminin. Mais dans l'usage il est plus couramment mis au féminin.

## Principales caractéristiques

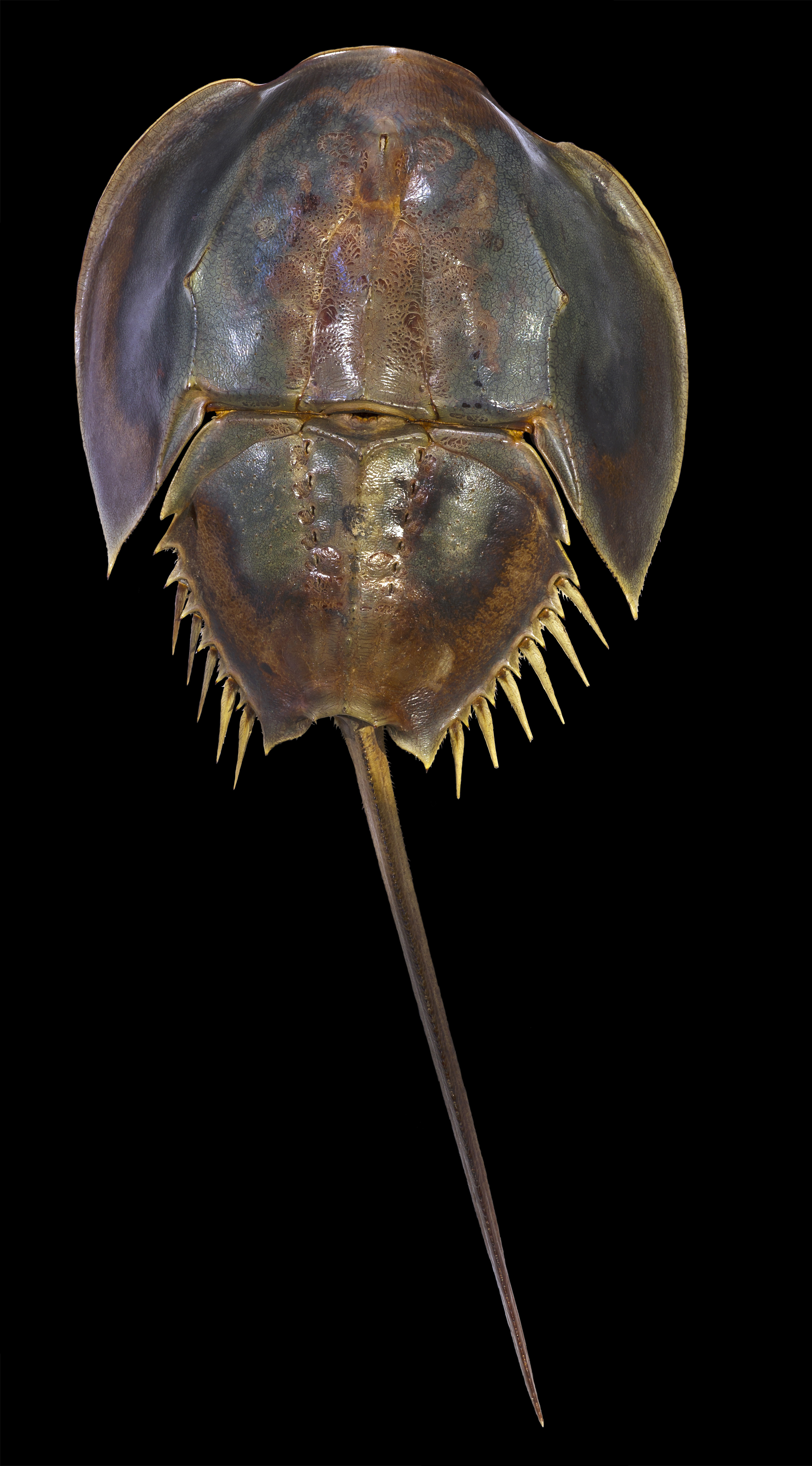

La Limule peut mesurer jusqu'à 50 centimètres et vivre jusqu'à 30 ans. Elle est constituée d'une tête et d'un thorax fusionnés et recouverts d'une carapace, d'un abdomen épineux et d'un aiguillon caudal.
Les femelles sont de 20 à 30 % plus grandes que les mâles.
Elle fut menacée d'extinction à la suite de son utilisation comme engrais et sous prétexte qu'elle était responsable d’une consommation excessive de mollusques. Dans les années 1960 les propriétés uniques de son sang furent découvertes et font depuis l'objet d'études scientifiques. La Limule est depuis pêchée, puis relâchée après prélèvement sanguin et marquage (pour lui éviter un deuxième prélèvement sanguin).
La Limule vit au fond d'eaux peu profondes (5 à 10 mètres) et se nourrit de petits animaux marins comme des poissons ou des crustacés qu'elle broie avec la base de ses pattes antérieures, sa bouche étant dépourvue de dents.

La reproduction a lieu en début d'été, la femelle venant à terre une fois l'an, à la pleine lune. Elle creuse un trou peu profond (20 centimètres environ) et y dépose quelques milliers d'œufs qui éclosent au bout d'un mois.
- Accouplement de limules sur la plage

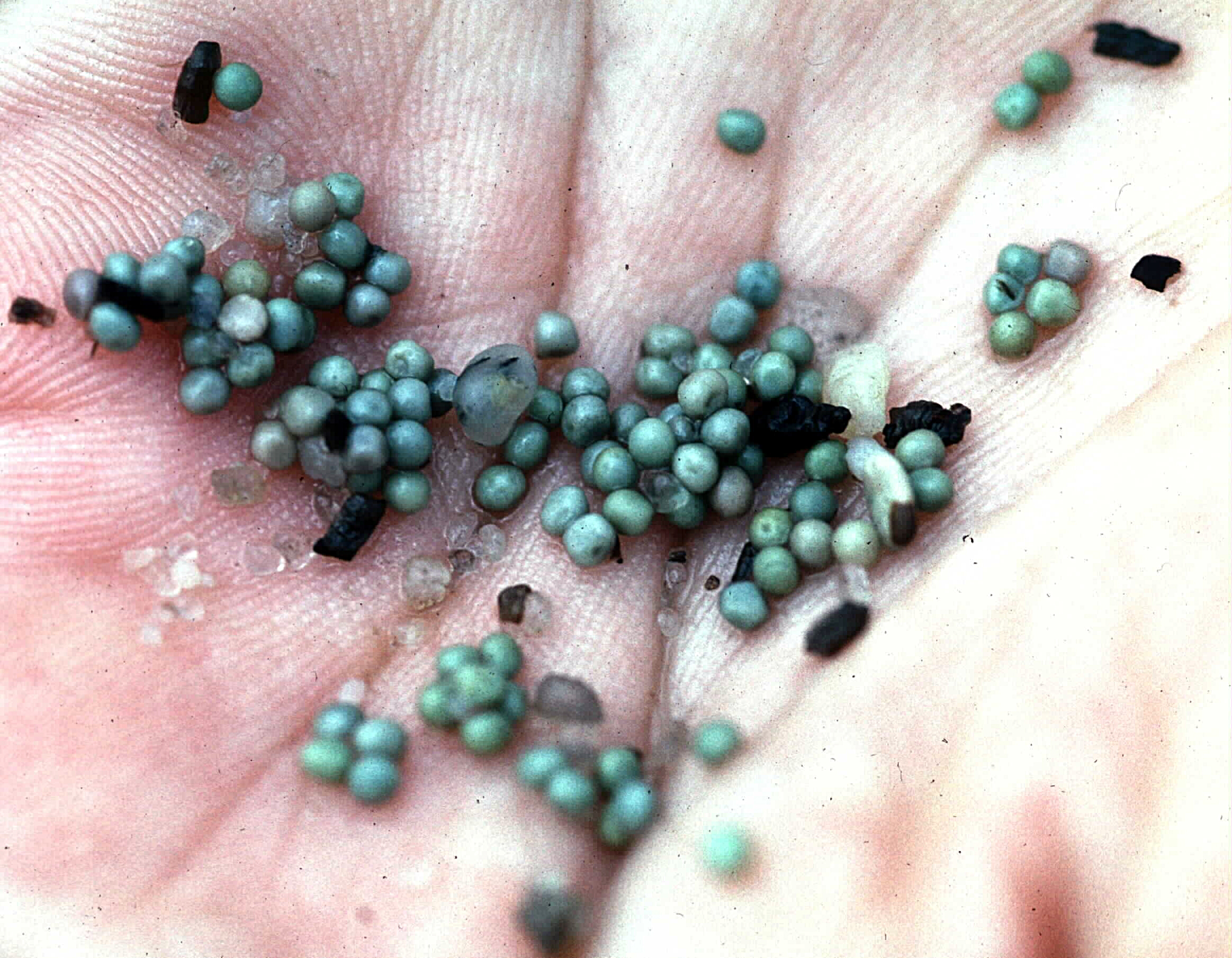
Œufs de limule

### Vision
La Limule possède dix yeux. Sa vision a fait l'objet de multiples recherches. Chaque ommatidium conduit à une seule fibre nerveuse. De plus, les nerfs sont de grande taille et leur accès est relativement aisé. Cette particularité anatomique a permis aux scientifiques d'analyser les impulsions nerveuses en fonction de la lumière. Des phénomènes visuels comme l'inhibition latérale (en), purent ainsi être observés.
D'autres expériences ont permis de démontrer que les limules mâles utilisent la lumière et la perception des formes pour trouver des partenaires de jour comme de nuit. L'œil latéral de la limule offre une image dont la résolution avoisine 40 × 25 pixels. Elle est fortement bruitée mais suffisante pour l'animal.

### Propriétés particulières du «sang» de Limule
L'hémolymphe (équivalent fonctionnel du sang chez les euarthropodes) de la Limule est de couleur bleue du fait de la présence d'hémocyanine au lieu d'hémoglobine. Ses cellules sont des amibocytes qui réagissent en présence d'endotoxines bactériennes (composés ayant un effet pyrogène dangereux lorsqu'ils sont injectés chez l'homme) en produisant une protéine qui transforme l'hémolymphe en gel. La Limule n'ayant pas d'immunité adaptative, ce gel lui permet de bloquer les infections bactériennes.
Cette particularité fait que, depuis les années 1970, on utilise l'hémolymphe de la Limule pour produire un réactif, appelé lysat d'amebocyte de Limule (LAL), employé notamment dans le domaine pharmaceutique pour tester l'absence d'endotoxines dans les médicaments, les produits de dialyse, les implants et le matériel médico-chirurgical,.

## Taxinomie et biogéographie
La famille des Limulidae est représentée aujourd'hui par 3 genres et 4 espèces.
Elle est connue dans le registre fossile. Tous ces genres et espèces sont classés selon BioLib (1 février 2019) ainsi :
- sous-famille des Limulinae Zittel, 1885
  - tribu des Limulini Zittel, 1885
    - Limulus (Otto Friedrich Müller, 1785)
      - Limulus polyphemus (le long de la côte est de l'Amérique du Nord et de l'Amérique centrale)

    - Tachypleus (William Elford Leach, 1819)

  - tribu des Tachypleini Pocock, 1902
    -       - Tachypleus gigas (Japon)
      - Tachypleus tridentatus (Philippines)

    - Carcinoscorpius (Pocock, 1902)
      - Carcinoscorpius rotundicauda (Indonésie et Asie du Sud-Est)
- sous-famille des Mesolimulinae Størmer, 1952 †
  - genre Mesolimulus Størmer, 1952 †
  - genre Psammonlimulus Lange, 1923 †
- genre Lunataspis Rudkin, Young & Nowlan, 2008 †

Les quatre espèces actuelles sont similaires du point de vue de l'écologie, de la morphologie et de la sérologie.
Les Limules ressemblent beaucoup aux Triops, qui sont également des formes panchroniques datant de plus de 200 millions d'années, mais beaucoup plus petits et vivant en eaux douces.

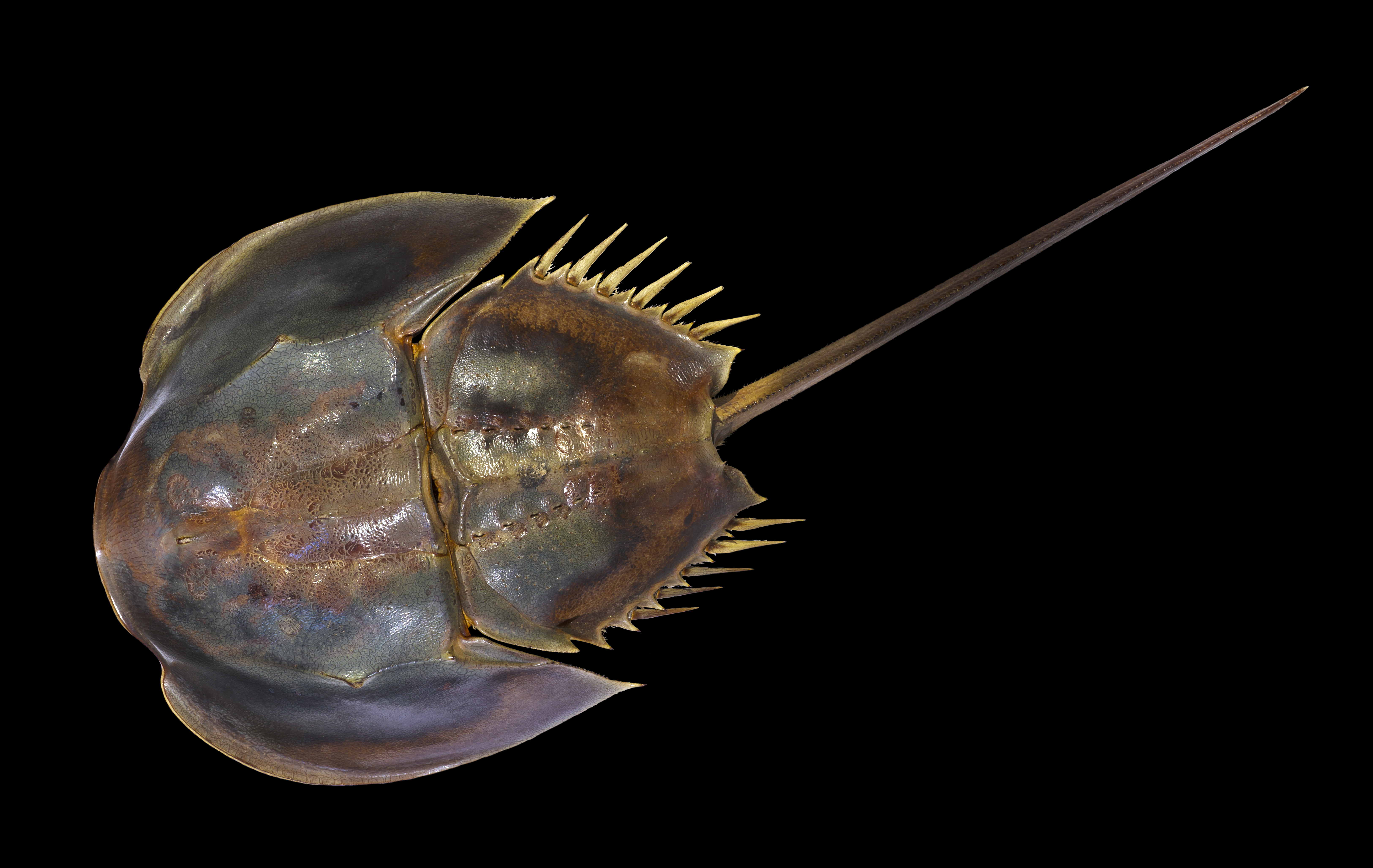
Limulus polyphemus
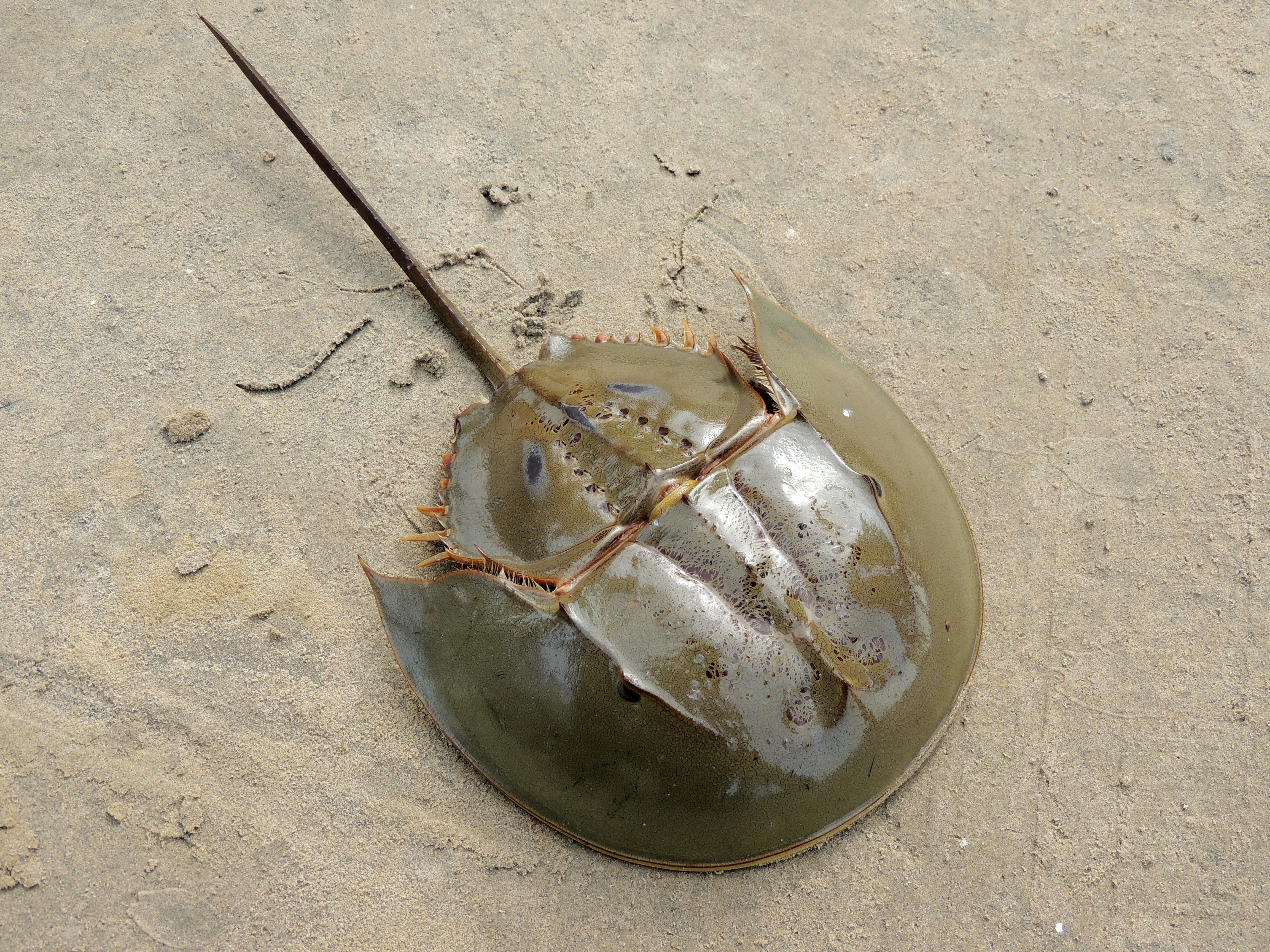
Tachypleus gigas
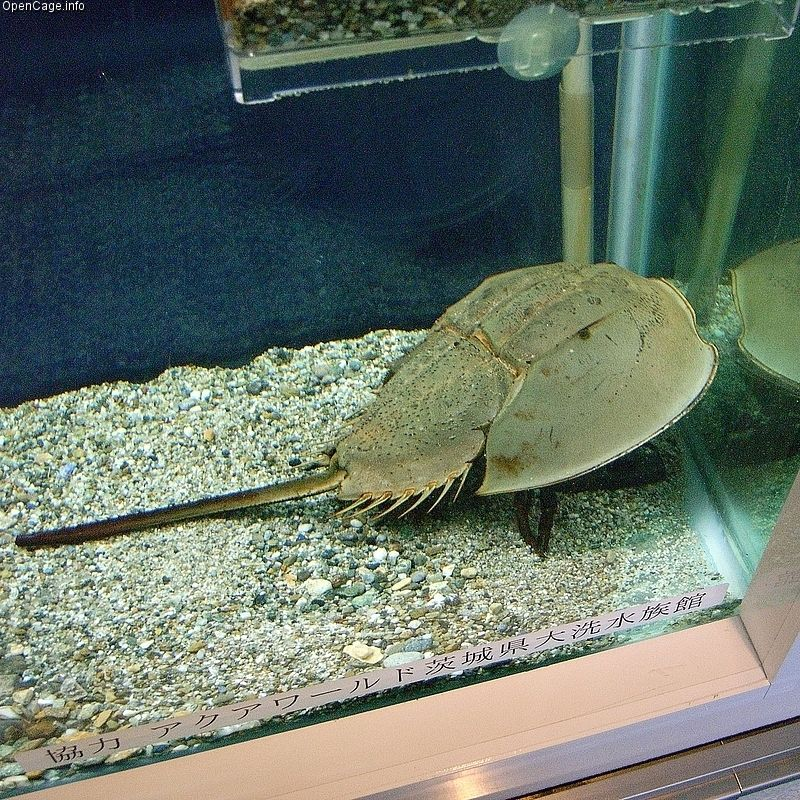
Tachypleus tridentatus
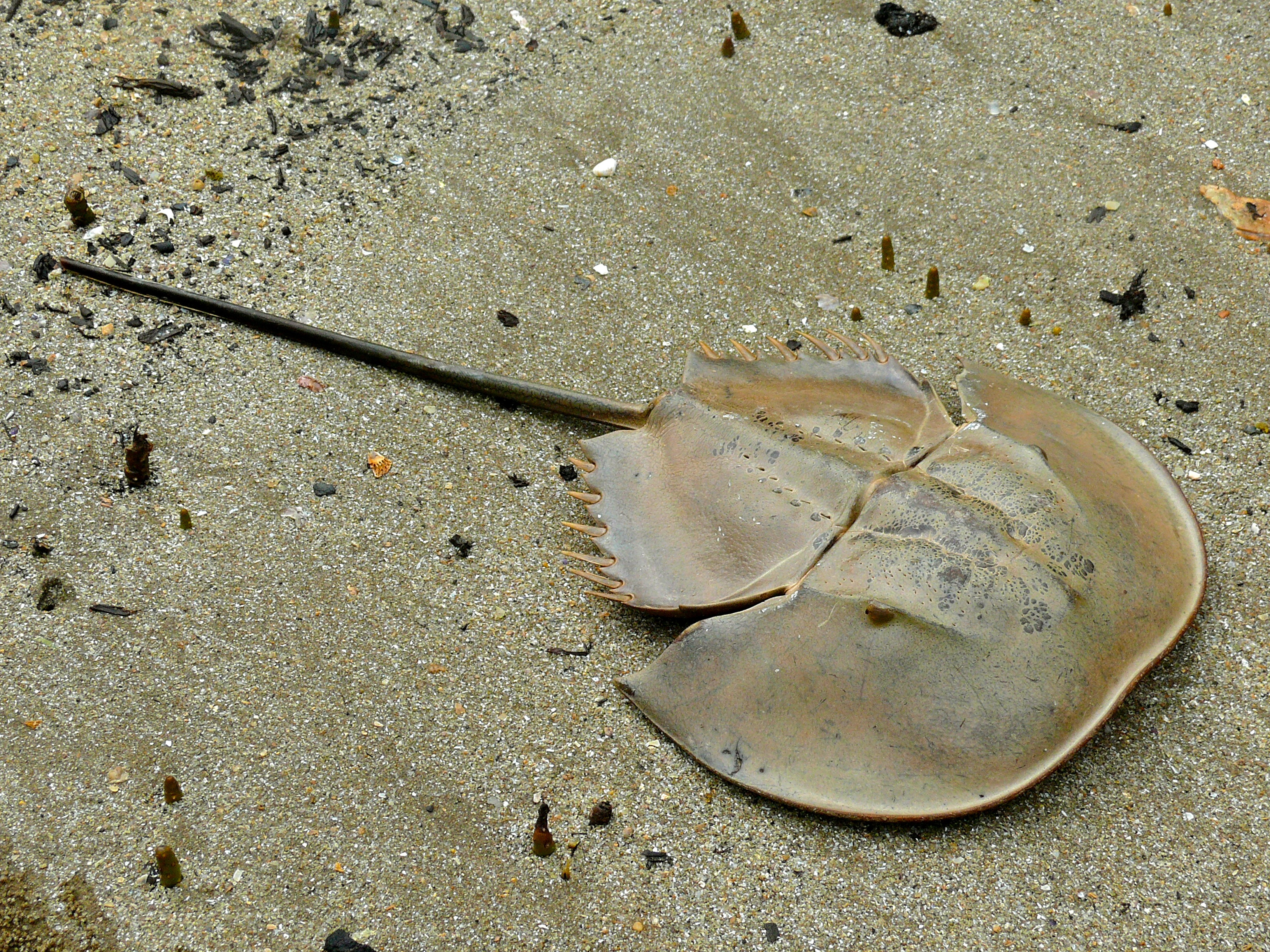
Carcinoscorpius rotundicauda
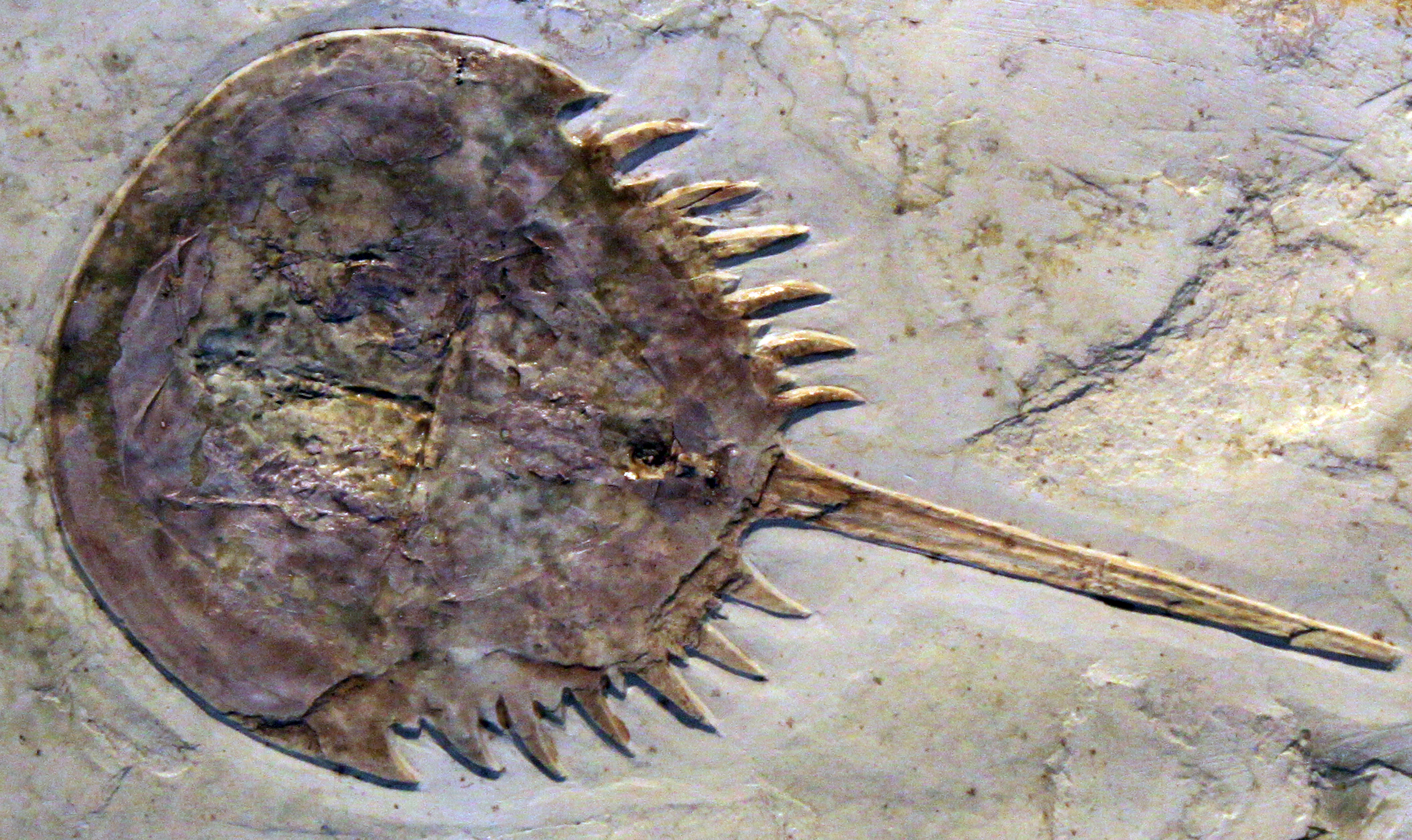
Exemple de forme fossile (Mesolimulus walchi)

## La Limule et l'Homme

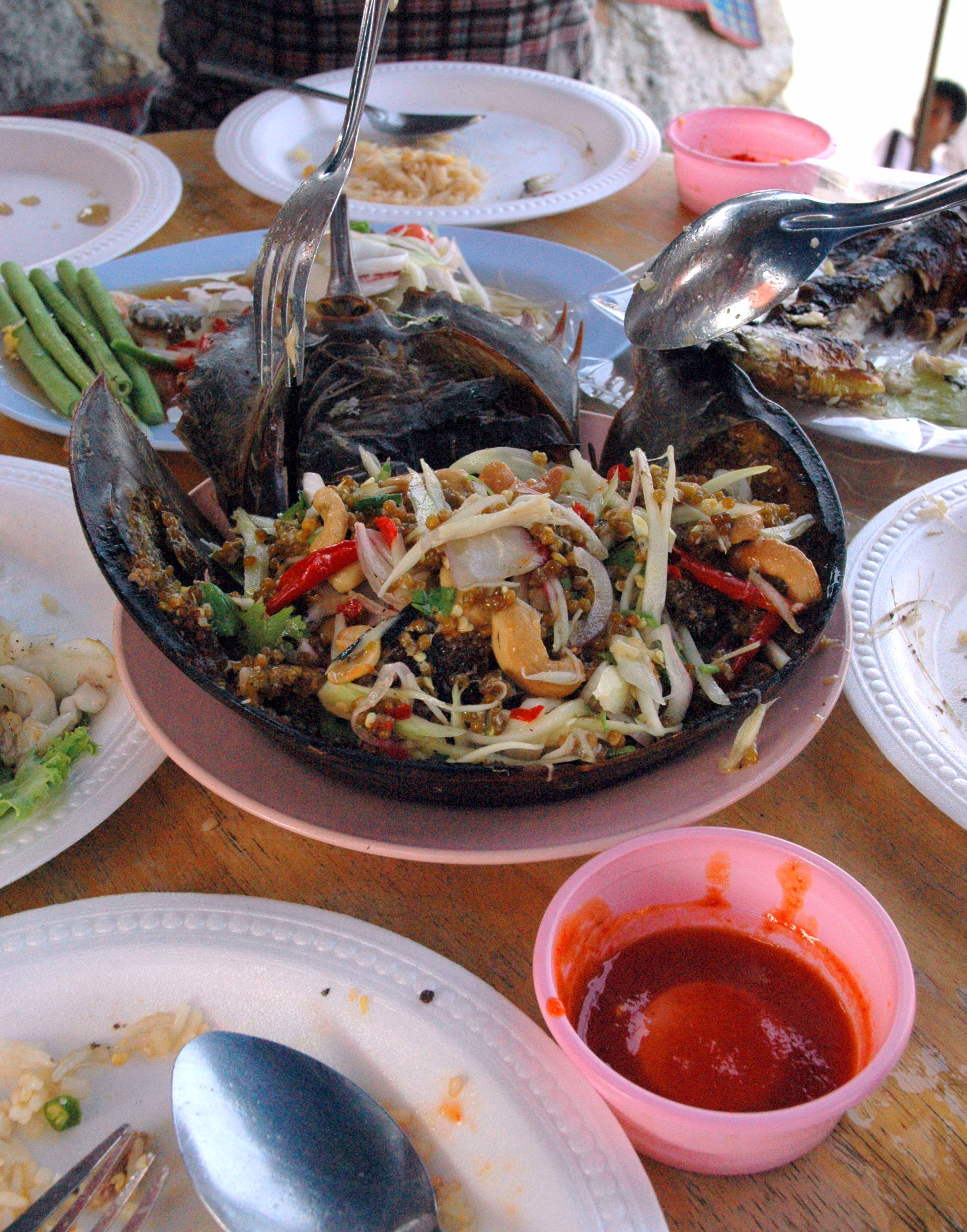
Limule servie en Thaïlande (Si Racha, province de Chonburi, 2007).

### Consommation
La limule est considérée au Viêt Nam comme le crabe des amoureux, car le mâle s'attache fortement à la femelle ; il faudrait les consommer tous les deux avec l'être aimé.

### Pêche
La limule est utilisée comme appât pour pêcher l'anguille, particulièrement aux États-Unis. Toutefois, la pêche à la limule est temporairement interdite dans l'État du New Jersey, un moratoire est établi sur les mâles au Delaware. Dans ces États, la faiblesse de la population de limules met également en danger le sort des bécasseaux maubèches, espèce d'oiseaux protégée dont les œufs de limules sont la principale ressource alimentaire lors de leur étape migratoire sur les plages du New Jersey et du Delaware. Incapable de creuser le sable, ce bécasseau a besoin d'une surabondance d’œufs de Limules pour avoir une alimentation correcte,. Un permis de récolte est requis pour la Caroline du Sud.

### Utilisation médicale
Le sang de la limule, dont la couleur bleue vient du cuivre présent dans l'hémocyanine, une protéine qui transporte l'oxygène un peu comme l'hémoglobine, est utilisé depuis des décennies pour tester l'innocuité de divers vaccins, fluides intraveineux et instruments médicaux. En effet, grâce aux protéines de ses cellules, le sang de la limule coagule instantanément quand il entre en contact avec les endotoxines d'agents pathogènes comme Escherichia coli ou la salmonelle,,. C'est ce qu'on appelle le « test LAL » (pour « lysat d'amoebocytes de limule »).
À cette fin, près de 500 000 limules sont ramassées chaque année légalement le long de la côte est des États-Unis. En laboratoire, on prélève 30 % de leur sang dans l'organe cardiaque, après quoi les limules vivantes sont remises à l'eau. Leur mortalité est alors estimée à au moins 30 %. Le commerce de l'hémolymphe à destination du domaine biomédical atteint des valeurs records, le litre étant estimé autour de 11 000 euros en 2016.
Pour des raisons bioéthiques, un succédané de synthèse a été mis au point dans les années 1990 à l'Université nationale de Singapour : le facteur C recombinant (rFC), qui est commercialisé depuis 2003. Même si le brevet de cette invention est aujourd'hui expiré, les compagnies pharmaceutiques tardent à l'utiliser. Son usage a été autorisé par la Pharmacopée européenne le 1er juillet 2020.

### Représentation ou détournement dans des œuvres de fiction
La limule a inspiré Hans Ruedi Giger pour le monstre de la saga Alien, lorsqu'il est en état « Face Hugger »[réf. nécessaire].
Dans le tome 8 des aventures d'Adèle Blanc-Sec, « un » limule arrive dans le lavabo de l'héroïne lorsqu'elle ouvre son robinet. Le dictionnaire d'Adèle indique que le nom est masculin.
La limule a inspiré la firme japonaise Nintendo dans la création du jeu Pokémon en 1996, puisqu'on y retrouve une créature nommée Kabuto (évoluant en Kabutops). En japonais, « limule » se dit Kabuto-gani, le crabe Kabuto, pour sa ressemblance aux casques de samouraïs.
Une variante de limule affectée par les radiations est présente dans le jeu Fallout 3, appelée fangeux.
Dans la série Splatoon de Nintendo, on peut trouver une limule mâle du nom de Cartouche, vendeur d'armes du magasin « Marée Armée ».

### Autres utilisations du nom de l'animal
La limule est également le nom d'un engin sous-marin à chenilles fabriqué par Louis Dreyfus Travocéan, utilisé dans les années 1980 pour creuser des tranchées et ensouiller des câbles sous-marins, notamment des câbles de transport d'électricité entre la France et l'Angleterre (opération IFA 2000).

## Synonymie pour Limulidae
- Xiphosuridae (terme caduc)